# Зауберер, Франц-Йозеф
Франц-Йозеф Зауберер (нем. Franz-Joseph Sauberer; 1904—1944) — политический иммигрант из Австрии, один из организаторов советского альпинизма.

## Биография
Родился в 1904 году в Инсбруке, Австрия.
Работал с юного возраста — пастухом (пас коз) и носильщиком вина для гостиницы в Доломитовых Альпах. Первые горные восхождения в Альпах начал совершать в возрасте 14 лет. После окончания горноспасательной школы стал горным проводником в Инсбруке.
В 1920-х годах его семья переехала в Вену. Франц начал работать на металлургическом заводе, но при этом не прерывал свои увлечения горными походами и восхождениями. Работая на заводе, он стал членом коммунистической партии. За активное участие в антиправительственных митингах и политических демонстрациях подвергался арестам.
В 1926 году, чтобы избежать очередного тюремного заключения, Зауберер эмигрировал в СССР. После этого он поселился в Харькове и работал слесарем на заводе «Свет шахтёра», а также принимал участие в деятельности горной секции Харькова. Через некоторое время партийные организации Харькова направили Зауберера в УкрТурэ — украинское отделение Общества пролетарского туризма и экскурсий (ОПТЭ). Вскоре после этого он полностью переключился на профессиональную работу в набирающем силу и популярность альпинистском движении.
Вместе с ним развитию альпинизма в СССР активно способствовали его австрийские друзья — Густав Деберль и Антон Цак.
В 1929—1931 годах Зауберер участвовал в Тянь-Шанских экспедициях, во время которых он совершил несколько первовосхождений на горы-шеститысячники:
- 1930 год — пик К-4 (6410 м) и пик Броненосец (6840 м);
- 1931 год — пик Алма-Ата (6300 м) и пик Набокова (6200 м, назван Зауберером в память о семиреченском казаке-проводнике[1]).

Главное своё восхождение Зауберер совершил 11 сентября 1931 года на пик Хан-Тенгри — это было первовосхождение на эту вершину вместе с Михаилом Погребецким и Борисом Тюриным.
В 1932—1934 годах Зауберер работал начальником альпинистских лагерей на Кавказе. В эти годы он совершил восхождения на все кавказские пятитысячники, включая Эльбрус и Казбек.
В 1935 году ему присвоили звание «Мастер альпинизма», и он был назначен начальником Балкаро-Сванских горных маршрутов.
В годы большого террора, как и многие австрийские альпинисты-иммигранты, работавшие в Советском Союзе, был арестован по подозрению в шпионаже, контрреволюционной и террористической деятельности.
В 1938 году по решению Особого совещания Зауберер был выслан из СССР в порядке обмена (по другим сведениям — подвергнут депортации в Германию через Брест-Литовск). После этого он оказался в Берлине, где он ожидал получения денег от родных, необходимых для его возвращения в Вену.
В Австрии Зауберера не призвали в армию, считая его неблагонадёжным. Он устроился работать на заводе. По-прежнему, ему удавалось уделять много времени горовосхождениям.
Его жизнь прервалась в октябре 1944 года, когда он вместе с родителями погиб под обломками дома во время налёта американской авиации на Вену.

### Родственники
Дочь Франца Зауберера, Светлана Францевна Покровская, родилась в 1936 году в Москве и живёт там по сей день. Она не знала отца. Родственники Франца Зауберера нашли её уже молодой женщиной в Москве, установив контакт через знакомых альпинистов. Они до сих пор поддерживают контакт. Внучка Светланы Францевны, правнучка Франца Зауберера, родилась в 1986 году в Москве и сейчас живёт и работает в Вене.